# Jack Peden
John Jack Peden, né le 12 juillet 1863 à Maze et mort le 15 septembre 1944 à Belfast, est un footballeur international irlandais. Il joue en club en Irlande, avec les équipes de Distillery et Linfield, et en Angleterre à Newton Heath (club qui sera rebaptisé plus tard Manchester United) et Sheffield United.

## Carrière

### Première partie à Belfast
Jack Peden commence sa carrière de footballeur à Belfast, sa ville de naissance. Chez les jeunes, il fréquente plusieurs clubs (Clarence FC, Prospect FC, Distillery 2nds et Innisfail FC) avant de signer dans son premier club senior, le Distillery FC.
Il signe ensuite au Linfield FC en 1886 à l'âge de 21 ans. Il évolue dans la ligne d'attaque du club au poste d'ailier gauche (outside left). Lors de ses sept saisons il remporte trois titres de champion d'Irlande : 1890-91, 1891-92 et 1892-93.

### En Angleterre
Jack Peden signe ensuite pour Newton Heath et devient ainsi le premier irlandais à jouer dans le championnat d'Angleterre en ayant été recruté depuis un club irlandais. Il signe son contrat en février 1893 mais ne peut jouer avec son nouveau club avant le commencement de la saison suivante. Peden dispute donc son premier match officiel avec Newton Heath le 2 septembre 1893 lors de la première journée du championnat 1893-1894 contre le Burnley FC. Son premier match est une réussite. Peden doit attendre la septième journée pour marquer son premier but en Angleterre. Au total, il joue cette saison-là 28 matchs et marque 7 buts. Au terme de la saison, Newton Heath termine à la dernière place et se voit relégué en deuxième division.
Peden signe alors avec le club de Sheffield United. Toutefois, il n'y connaît pas la même réussite. Alors que Sheffield se classe sixième de la saison 1894-1895, Peden n'arrive pas à intégrer de manière durable l'équipe première : il ne joue que huit matchs et ne marque aucun but.

### Retour en Irlande
Après cette deuxième saison en demi-teinte, Jack Peden décide de retourner en Irlande. Il signe au Distillery FC où il reste cinq saisons. Il termine sa carrière au Linfield FC où il continue à jouer jusqu'à plus de 40 ans.

### En équipe nationale
Jack Peden effectue vingt-quatre apparitions et marque sept buts lors des douze années de sa carrière internationale. Cette carrière s’interrompt lors de ses deux années passées en Angleterre, car les Irlandais basés à l'étranger ne sont pas sélectionnés avant 1899.
Il joue son premier match en équipe d'Irlande le 19 février 1887, contre l'Écosse (défaite 4-1 à Glasgow). Il inscrit son premier but avec l'Irlande le 12 mars 1887, face au Pays de Galles, avec pour résultat une large victoire 4-1 à Belfast.
Le 5 mars 1892, il est capitaine de la sélection irlandaise, lors d'une rencontre disputée à Belfast contre l'équipe d'Angleterre (défaite 0-2). Par la suite, le 8 avril 1893, il est l'auteur d'un triplé contre la sélection galloise, avec à la clé une victoire 4-3 à Belfast. Il reçoit sa dernière sélection le 4 mars 1899, contre le pays de Galles (victoire 1-0 à Belfast).

## Palmarès
Avec Linfield
- Championnat d'Irlande
  - Champion en 1890-91, 1891-92, 1892-93, 1901-02 et 1903-04
- Coupe d'Irlande
  - Vainqueur en 1890-1891 et 1892-1893

Avec Distillery
- Championnat d'Irlande
  - Champion en 1895-96 et 1898-99
- Coupe d'Irlande
  - Vainqueur en 1895-1896

## Sources
- (en) Alan Shury et Brian Landamore, The Definitive Newton Heath F.C., SoccerData, 2005 (ISBN 1-899468-16-1), p. 68
- (en) Justyn Barnes, The Official Manchester United Illustrated Encyclopedia, Londres, Manchester United Books, 2001 (ISBN 0-233-99964-7), p. 106